# По ту сторону принципа удовольствия
«По ту сторону принципа удовольствия» (1920) — одна из ключевых работ Зигмунда Фрейда, обозначившая поворот в его учении и переход от первой топической модели психического аппарата (сознание / предсознательное / бессознательное) — ко второй (Я / Оно / Сверх-Я), а также впервые поставившая в психоанализе вопросы о природе навязчивости, о неизбежном возвращении психотравмы, о существовании влечения к смерти.

## Содержание
Вывод о существовании в бессознательном влечения к смерти был сделан Фрейдом на основе анализа поведения ветеранов и инвалидов Первой мировой войны. Психологи и гуманитарии традиционно упрекают Фрейда за то, что причины всех расстройств он видит в сексуальной жизни человека, а главенствующим считает принцип удовольствия. Если для раннего Фрейда этот тезис отчасти правдоподобен (прежде он действительно говорил о главенстве принципа удовольствия), то в работе 1920 года Фрейд описывает более фундаментальный принцип, который работает независимо от принципа удовольствия — принцип навязчивого повторения — который даёт механизм символизации утрат и работы скорби. Ряд важных положений для этой концепции уже был подготовлен работой 1917 года «Скорбь и меланхолия».

## Значение
«По ту сторону принципа удовольствия» содержит ряд важнейших клинических положений и по сей день остаётся фундаментальной работой по терапии травматических неврозов, даёт ключи к пониманию невроза навязчивых состояний, меланхолии и депрессии. Тем не менее большинство последователей Фрейда приняли работу весьма настороженно, сочтя тезис о существовании влечения к смерти бездоказательным. Из неофрейдистских школ так или иначе существование влечения к смерти признают только последователи Мелани Кляйн и Жака Лакана — и те и другие в сильно переосмысленном виде.
Работа Фрейда не только окрасила налётом пессимизма поздние работы самого Фрейда и вызвала ожесточённые споры среди адептов психоанализа, но и оказала значимое влияние на развитие современной философии. Её анализу посвящена, например, книга Жака Деррида «Страсти по Фрейду», она оказала существенное влияние на направление исследований Мишеля Фуко, Жиля Делёза и Феликса Гваттари.